# Ikerakuuk
Ikerakuuk (zastarale Ikerakûk, spíše známý jako Ikerasaarsuk) je téměř zaniklá osada v kraji Avannaata v Grónsku. Nachází se na ostrově Nutaarmiut v Upernavickém souostroví. V roce 2018 tu žili 2 obyvatelé.

## Historie
Ikerakuuk byl založen v roce 1996. Při největším rozkvětu mezi lety 1998–2000 tu žilo 17 obyvatel, většinou však v osadě žilo méně než 10 obyvatel. V roce 2011 osada dočasně zanikla, v roce 2012 byla ale znovu obnovena. V roce 2018 byla také dočasně zaniklá, pak ale byla znovu obnovena. Nyní tu žijí 2 obyvatelé.